# Дубилевский, Роман Антонович
Роман Антонович Дубилевский (28.12.1929 — ?) — бригадир слесарей-монтажников Кишинёвского специализированного монтажного управления треста «Молдпродмонтаж» Министерства монтажных и специальных строительных работ СССР, Молдавская ССР}}, Герой Социалистического Труда (14.04.1975).
Родился в селе Волица, ныне Красиловский район Хмельницкой области Украины. Член КПСС с 1957 года.
Окончил школу ФЗО. В 1948—1963 годах слесарь-монтажник Кишинёвского строительно-монтажного управления № 6 треста «Промстрой». С 1964 года бригадир слесарей-монтажников треста «Молдпродмонтаж».
Его бригада первой в управлении внедрила хозрасчёт по методу Н. А. Злобина, при котором коллектив заключает договор на возведение объекта и сам контролирует расходование материалов, получая премию в размере части полученной экономии. Благодаря этому бригада Дубилевского выполняла плановые задания на 125—130 процентов.
За выдающиеся успехи в выполнении заданий девятой пятилетки и социалистических обязательств, повышение эффективности производства и качества работы Указом от 14.04.1975 присвоено звание Героя Социалистического Труда с вручением ордена Ленина и золотой медали «Серп и Молот».
Награждён орденом Трудового Красного Знамени.